# Lydia Kahmke
Lydia Kahmke (* 13. Oktober 1968 als Lydia Wesche in Hamburg) ist eine ehemalige Handballspielerin. Die gebürtige Deutsche besitzt seit 1997 neben der deutschen auch die australische Staatsbürgerschaft.

## Karriere
Lydia Kahmke spielte unter ihrem Mädchennamen Wesche in Hamburg bei der SG Union/Bramfeld und ab 1987 beim TuS Alstertal. Nach dem Aufstieg spielte sie mit Alstertal in der Saison 1989/90 in der Bundesliga. 1990 wechselte sie aus Hamburg zum TSV GutsMuths Berlin, bevor die Kreisläuferin 1993 zum Handball-Bundesligisten TV Mainzlar wechselte. 1997 verließ die 50-fache deutsche Nationalspielerin Mainzlar und wanderte mit ihrem Ehemann nach Australien aus. Dort half sie dem australischen Nationaltrainer Joachim Matschoss, eine Frauenmannschaft für die Olympischen Sommerspiele 2000 in Sydney aufzubauen, da Australien als Gastgeber zwar automatisch für das olympische Handballturnier qualifiziert war, der Sport dort aber unbekannt war und somit auch keine Nationalmannschaft existierte. Kahmke spielte in Melbourne für das Team der Monash University, wurde nach ihrer Einbürgerung australische Nationalspielerin und bereits ein Jahr später Kapitänin der Nationalmannschaft. Dabei verließ sie ihre angestammte Position am Kreis und spielte auf Rückraum Mitte, weil sie die erfahrenste Spielerin im australischen Team war. 1999 nahm sie mit Australien an der Handball-Weltmeisterschaft in Norwegen und Dänemark teil, wo das Team den 23. Platz erreichte. Bei den Olympischen Spielen bestritt Kahmke alle fünf Spiele für Australien und erzielte dabei 18 Tore. 2001 kehrte sie nach Deutschland zurück und schloss sich dem HC Leipzig (HCL) an, mit dem sie 2002 deutsche Meisterin wurde, und in der Saison 2002/03 an der EHF Champions League teilnahm.
Nach dem Ende ihrer Spielerkarriere arbeitete Kahmke als Assistentin der Geschäftsführung des HCL, bevor sie 2008 in die Geschäftsstelle des Handball-Bundesligisten THW Kiel wechselte.

## Privates
Lydia Kahmke ist mit dem Sportjournalisten und ehemaligen Handballspieler Ulf Kahmke verheiratet. Das Ehepaar lebt in Eutin und hat zwei Kinder.